# Bathyraja macloviana
Bathyraja macloviana (лат.) — вид хрящевых рыб рода глубоководных скатов семейства Arhynchobatidae отряда скатообразных. Обитают в юго-западной части Атлантического океана и юго-восточной части Тихого океана между 36° ю. ш. и 54° ю. ш. Встречаются на глубине до 514 м. Их крупные, уплощённые грудные плавники образуют округлый диск со треугольным рылом. Максимальная зарегистрированная длина 77 см. Откладывают яйца. Рацион в основном состоит из донных ракообразных и костистых рыб. Являются объектом целевого промысла.

## Таксономия
Впервые вид был научно описан в 1937 году как Raja macloviana. В 1999 году вид был отнесён к роду Rhinoraja, однако, окончательного подтверждения данной классификации нет. В настоящее время используют оба названия — Rhinoraja macloviana и Bathyraja macloviana (на сайте МСОП имеется профиль Rhinoraja macloviana). В оригинале этимология видового эпитета отсутствует. Однако известно, что он происходит от латинского названия города Сент-Мало, Франция.

## Ареал
Эти скаты обитают в юго-западной части Атлантического океана у берегов Уругвая, Аргентины и Фолклендских островов, а также в юго-восточной части Пацифики у южного побережья Чили. Они водятся на глубине от 53 до 514 м, в воде температурой 3,5—7,3 °C. В водах Фолклендских островов диапазон глубин ограничен 113—389 м, с наибольшей концентрацией между 150 и 200 м, хотя Bathyraja macloviana не образуют массовых скоплений.

## Описание
Широкие и плоские грудные плавники этих скатов образуют ромбический диск с широким треугольным рылом и закруглёнными краями.  На вентральной стороне диска расположены 5 жаберных щелей, ноздри и рот. Хвост длиннее диска. На хвосте имеются латеральные складки. У этих скатов 2 редуцированных спинных плавника и редуцированный хвостовой плавник. Рыло мягкое, притуплённое и непрозрачное. У неполовозрелых особей с вентральной стороны иногда просвечивают ростральные хрящи. У взрослых скатов они не видны под белой кожей.
Максимальная зарегистрированная длина 77 см. Дорсальная поверхность окрашена в серый или песочно-коричневый цвет и зачастую покрыта многочисленными тусклыми пятнышками разного размера.  Иногда в центральной части диска расположены 2 пары крупных светлых «глазков» с тёмной окантовкой, образующих трапецию. Передняя пара крупнее задней. Кроме того, пара глазков бывает на хвостовом стебле по обе стороны от срединного ряда шипов. Вентральная сторона ровного белого цвета. Дорсальная поверхность диска молодых скатов равномерно покрыта шипиками, тогда как у взрослых они сосредоточены на переднем крае диска, по краям и вдоль средней линии диска и хвоста. Позади глаз имеются две крупных колючки. 3 срединных колючки и 2 лопаточных образуют в затылочной области треугольник. Лопаточные колючки расположены на уровне третьей затылочной. Количество шипов срединного ряда колеблется от 24 до 28 у самок и от 21 до 28 у самцов. Хвост покрыт рядом из 15—18 колючек. У молодых скатов срединные ряды на диске и на хвосте соединяются неразрывно, а у взрослых между ними имеется небольшой промежуток. Между спинными плавниками имеется 1 шип. Птеригоподии у самцов тонкие, прутовидные, со слегка утолщённым кончиком. Их длина составляет около 25 % общей длины, а ширина равна примерно 1/8. 

## Биология
Эмбрионы питаются исключительно желтком. Эти скаты откладывают яйца, заключённых в роговую капсулу коричневого цвета. Длина капсулы около 6,9—7,5 см. Самцы и самки достигают половой зрелости при длине около 53 и 54,9 см соответственно. Самая маленькая свободноплавающая особь имела в длину 13 см.
Bathyraja macloviana питаются в основном многощетинковыми червями и ракообразными, такими как бокоплавы, равноногие и крабы. Рацион молодых скатов состоит в основном из бокоплавов, а по мере взросления они начинают все больше охотиться на полихет. На Bathyraja macloviana паразитируют трематоды Otodistomum plunketi.

## Взаимодействие с человеком
Эти скаты не образуют крупных скоплений, поэтому они представляют умеренный интерес для коммерческого промысла. Кроме того, они попадаются в качестве прилова. Из-за перелова численность скатообразных в водах Фолклендских островов существенно снизилась. Для восполнения популяции на Фолклендских островах и в Чили принимаются меры (временный мораторий, введение квот на вылов). Международный союз охраны природы  присвоил виду охранный статус «Близкий к уязвимому положению».